# Бениці (Лобезький повіт)
Бениці (пол. Bienice, нім. Groß Benz) — село в Польщі, у гміні Добра Лобезького повіту Західнопоморського воєводства.
Населення — 293 особи (2011).

## Демографія
Демографічна структура станом на 31 березня 2011 року:
|          | Загалом | Допрацездатний вік | Працездатний вік | Постпрацездатний вік |
| -------- | ------- | ------------------ | ---------------- | -------------------- |
| Чоловіки | 143     | 23                 | 111              | 9                    |
| Жінки    | 150     | 37                 | 85               | 28                   |
| Разом    | 293     | 60                 | 196              | 37                   |